# Fanny Moser
Fanny Moser, även känd som Fanny Hoppe-Moser, född 27 maj 1872 i Badenweiler, Tyskland, död 24 februari 1953 i Zürich, Schweiz, var en schweizisk-tysk zoolog.